# فراشة خطافية الذيل (فلم)
فراشة خطافية الذيل (باليابانية: スワロウテイル) فيلم جريمة ياباني من إخراج شونجي إيواي، وبطولة هيروشي ميكامي وأيومي إيتو.
تم تصوير الفيلم بكاميرات محمولة باستخدام لقطات القفز وتقنيات بصرية أخرى. ويغطي الفيلم مجموعة واسعة من الموضوعات والأنواع، من الواقعية الاجتماعية إلى بلوغ سن الرشد إلى الجريمة.
حصلت أغنية الفيلم الرئيسية Yen Town Band بعنوان " Swallowtail Butterfly (Ai no Uta) "، على المركز الأول في مخطط أوريكون الاسبوعي للاغاني الصادر في 7 أكتوبر 1996.

## روابط خارجية
- مقالات تستعمل روابط فنية بلا صلة مع ويكي بيانات